# Wulfila innoxius
Wulfila innoxius là một loài nhện trong họ Anyphaenidae.
Loài này thuộc chi Wulfila. Wulfila innoxius được Arthur Merton Chickering miêu tả năm 1940.